# Risoluzione 1973 del Consiglio di sicurezza delle Nazioni Unite
La risoluzione 1973 del Consiglio di sicurezza delle Nazioni Unite, relativa al conflitto in atto in Libia all'inizio del 2011, è una misura adottata il 17 marzo 2011. La risoluzione del Consiglio di Sicurezza è stata proposta da Stati Uniti, Francia, Libano e Regno Unito.
Dieci membri del Consiglio di sicurezza hanno votato a favore (Bosnia ed Erzegovina, Colombia, Gabon, Libano, Nigeria, Portogallo, Sudafrica e dei membri permanenti Francia, Regno Unito e Stati Uniti), mentre cinque paesi (Brasile, Germania, India e dei membri permanenti Cina e Russia) si sono astenuti dal voto; nessun membro ha espresso parere contrario e Russia e Cina, pur potendo porre il veto, non hanno esercitato questa misura.
La risoluzione chiede "un immediato cessate il fuoco" e autorizza la comunità internazionale ad istituire una no-fly zone in Libia e a utilizzare tutti i mezzi necessari per proteggere i civili ed imporre un cessate il fuoco.

## Contenuto
La risoluzione, adottata ai sensi del Capitolo VII della Carta delle Nazioni Unite:
- chiede l'istituzione immediata di una tregua e la fine completa delle violenze e degli attacchi ai danni dei civili;[4]
- impone una zona di divieto di sorvolo sopra i cieli libici;[4]
- autorizza tutti i mezzi necessari a proteggere i civili e le aree popolate da civili, ad esclusione di qualsiasi azione che comporti la presenza di una "forza occupante";[4]
- rafforza l'embargo sulle armi e in particolare l'azione contro i mercenari, consentendo ispezioni forzate in "porti e aeroporti, in alto mare, su navi e aerei";[4]
- impone la proibizione di tutti i voli commerciali libici per fermare l’afflusso di denaro nelle casse del dittatore o l’arrivo di nuovi mercenari;[4]
- impone il congelamento dei beni e delle proprietà delle autorità libiche e ribadisce che le attività di queste ultime dovrebbero essere indirizzate a beneficio del popolo libico;[4]
- estende alcuni punti della risoluzione 1970 del Consiglio di sicurezza delle Nazioni Unite ad un certo numero di altri individui ed entità libiche;
- istituisce una commissione di esperti per monitorare e promuovere l'applicazione delle sanzioni.

## Votazioni
| Favorevoli (10) | Astenuti (5)                                 | Contrari (0) |
| --- | -------------------------------------------- | ------------ |
| - Bosnia ed Erzegovina - Colombia - Francia - Gabon - Libano - Nigeria - Portogallo - Sudafrica - Regno Unito - Stati Uniti | - Brasile - Cina - Germania - India - Russia |              |

 * I membri permanenti sono riportati in grassetto.
Cina e Russia hanno espresso riserve circa la no-fly zone relativamente agli aspetti pratici legati all'esecuzione di tale zona; inoltre hanno espresso preoccupazioni circa l'uso della forza, ma, consapevoli della tragicità della situazione libica, hanno deciso di astenersi. I membri africani del Consiglio di sicurezza hanno condannato le azioni del regime libico e sostenuto il testo.
Il giorno seguente, la cancelliera Angela Merkel ha detto che la Germania non avrebbe partecipato all'operazione militare, ma ha aggiunto: "La Germania condivide le finalità della presente risoluzione. La nostra astensione non dev'essere confusa con la neutralità".

## Reazioni della Libia
Il governo di Muʿammar Gheddafi ha annunciato alle 12:45 circa del 18 marzo 2011 di aver imposto la cessazione immediata delle attività militari in risposta alla risoluzione delle Nazioni Unite. Tuttavia, un residente di Misurata ha detto ad Al Jazeera che "le forze governative continuano a vessare la città, nonostante l'annuncio del cessate il fuoco".

## Attuazione della risoluzione
Il 19 marzo l'intervento militare è cominciato.
I caccia francesi dell'Armée de l'air hanno cominciato a effettuare voli di ricognizione sui cieli della Libia. Alcune navi militari della United States Navy sono state preparate per il bombardamento delle difese aeree libiche. La BBC ha riportato che alle ore 16:45 le forze militari francesi avevano sparato contro un veicolo militare libico, dando così l'inizio all'intervento militare, dai francesi chiamato Operazione Harmattan. Le marine americana e inglese hanno designato le operazioni militari col nome di Operazione Odyssey Dawn e hanno iniziato sparando missili a corto raggio Tomahawk (contenenti acciaio) dai sottomarini. Sono state impiegate le portaerei Reagan per gli USA e la De Gaulle per la Francia. La Cina inizialmente neutrale ha partecipato con un'azione via terra da parte delle proprie forze speciali. I paesi in conflitto hanno dichiarato di non aver usato armi all'uranio impoverito, chiedendo le prove a chi dichiarava il contrario.